# Skrovelskinn
Skrovelskinn (Crustomyces subabruptus) är en svampart som först beskrevs av Bourdot & Galzin, och fick sitt nu gällande namn av Jülich 1978. Skrovelskinn ingår i släktet Crustomyces och familjen Cystostereaceae.  Arten är reproducerande i Sverige. Inga underarter finns listade i Catalogue of Life.

## Källor

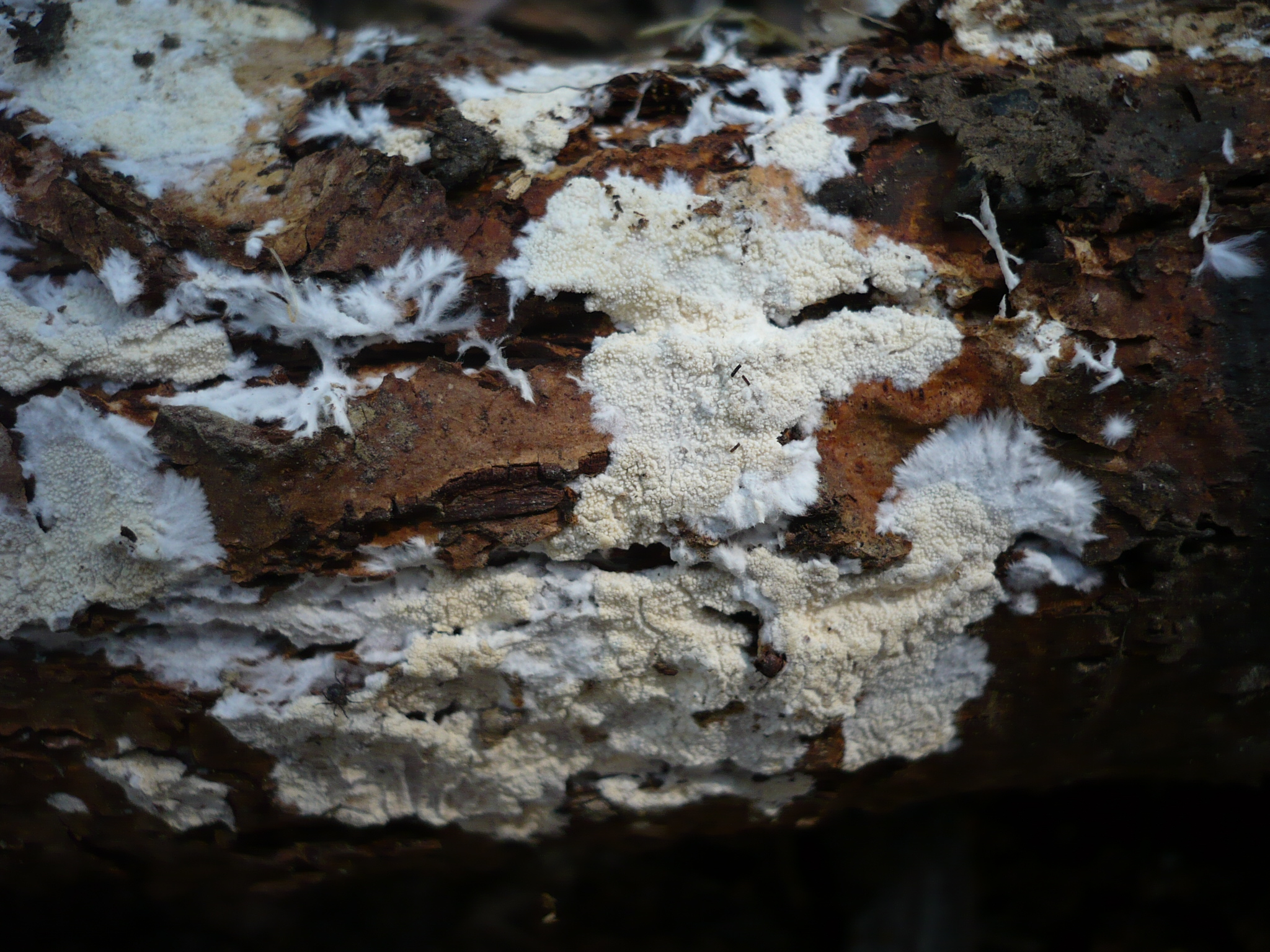